# Liste der Kulturgüter in Aarwangen
Die Liste der Kulturgüter in Aarwangen enthält alle Objekte in der Gemeinde Aarwangen im Kanton Bern, die gemäss der Haager Konvention zum Schutz von Kulturgut bei bewaffneten Konflikten, dem Bundesgesetz vom 20. Juni 2014 über den Schutz der Kulturgüter bei bewaffneten Konflikten sowie der Verordnung vom 29. Oktober 2014 über den Schutz der Kulturgüter bei bewaffneten Konflikten unter Schutz stehen.
Objekte der Kategorien A und B sind vollständig in der Liste enthalten, Objekte der Kategorie C fehlen zurzeit (Stand: 13. Januar 2024). Unter übrige Baudenkmäler sind geschützte Objekte zu finden, die im Bauinventar des Kantons Bern als «schützenswert» verzeichnet sind.

## Kulturgüter
| Foto |                                                              | Objekt                            | Kat. | Typ | Standort                             | Beschreibung |
| ---- | ------------------------------------------------------------ | --------------------------------- | ---- | --- | ------------------------------------ | --- |
| ja   | Datei hochladen · Wikidata zu Tierlihaus (Q19362462)         | Tierlihaus KGS-Nr.: 00587         | A    | G   | Jurastrasse 3 625004 / 232188        | Im Jahr 1767 erbauter giebelständiger Wohnstock. Prächtiger Fachwerkbau unter Viertelwalmdach mit Ründen, daran angebaut ist eine Scheune unter Quergiebel. Fünfachsige Schaufront mit reicher polychromer Bemalung, die eine orientalische Stadt, Affen und weitere wilde Tiere darstellt. Ornamental bemalt sind einige Fensterläden und die Vogeldiele. |
| ja   | Datei hochladen · Wikidata zu Speicher (Q19362461)           | Speicher KGS-Nr.: 09191           | A    | G   | Meiniswilstrasse 66b 622808 / 231170 | Im Jahr 1735 erbauter Speicher mit Gewölbekeller. Solid konstruierter, traufständiger Bohlenständerbau unter geknicktem Satteldach. Polychrome Malerei und Inschrift auf Laubenbrüstung. |
| ja   | Datei hochladen · Wikidata zu Schloss Aarwangen (Q265890)    | Schloss Aarwangen KGS-Nr.: 00584  | B    | G   | Jurastrasse 90 624587 / 232805       | Markanter, von einem frühgotischen Hauptturm dominierter und barock erneuerter Baukomplex unmittelbar an der Aare. Dessen Kern stammt aus dem 13. Jahrhundert, die symmetrisch gestalteten Anbauten kamen 1637/38 hinzu. |
| ja   | Datei hochladen · Wikidata zu Kornhaus (Q29651618)           | Kornhaus KGS-Nr.: 00585           | B    | G   | Eyhalde 10 624726 / 232655           | In den Jahren 1616/17 erbautes und 1681 um ein Stockwerk erhöhter Getreidespeicher. Aussergewöhnlich voluminöser, giebelständiger Putzbau unter geknicktem Viertelwalmdach mit einfacher Freibundkonstruktion. Die Tür- und Fenstergewände bestehen aus Sand- und teilweise Kalkstein.                                                                     |
| ja   | Datei hochladen · Wikidata zu Reformierte Kirche (Q29651622) | Reformierte Kirche KGS-Nr.: 00586 | B    | G   | Jurastrasse 32 624876 / 232450       | Im Jahr 1577 erbautes Kirchengebäude und eine der frühesten reformierten Kirchenneubauten überhaupt, auch wenn sie noch stark der vorreformatorischen Bautradition verpflichtet ist. Rechteckiges Schiff unter steilem Satteldach, der Chor besitzt einen unregelmässigen polygonalen Abschluss. Glasmalereien aus dem 16. bis 18. Jahrhundert.            |

## Übrige Baudenkmäler
Hinweis: Anstelle der KGS-Nummer wird als Objekt-Identifikator (ID) die Grundstücksnummer verwendet.
| ID   | Foto |                                                                 | Objekt                                 | Typ | Standort                             | Beschreibung |
| ---- | ---- | --------------------------------------------------------------- | -------------------------------------- | --- | ------------------------------------ | ------------ |
| 62   | BW   | Datei hochladen                                                 | Schulhaus (1871)                       | G   | Langenthalstrasse 2 625051 / 232162  |              |
| 128  | BW   | Datei hochladen                                                 | Bauernhaus (18. Jh.)                   | G   | Bläuenrainstrasse 18 624704 / 231742 |              |
| 137  | ja   | Datei hochladen · Wikidata zu Bauernhaus (1796/97) (Q113516982) | Bauernhaus (1796/97)                   | G   | Eyhalde 19 624606 / 232679           |              |
| 140  | BW   | Datei hochladen                                                 | Gedenkstein an Brückeneinsturz (1758)  | K   | Jurastrasse N.N.3 624561 / 232804    |              |
| 145  | BW   | Datei hochladen                                                 | Ehemalige Amtsschreiberei (1830–1832)  | G   | Eyhalde 2 624796 / 232584            |              |
| 146  | BW   | Datei hochladen                                                 | Pfarrhaus (1812/13)                    | G   | Jurastrasse 37 624803 / 232483       |              |
| 171  | BW   | Datei hochladen                                                 | Stöckli (1755)                         | G   | Meiniswilstrasse 67 622835 / 231155  |              |
| 349  | BW   | Datei hochladen                                                 | Ehemaliges Zollhaus (1581)             | G   | Jurastrasse 91 624552 / 232773       |              |
| 352  | BW   | Datei hochladen                                                 | Ehemaliges Bauernhaus (um 1800)        | G   | Jurastrasse 21 624894 / 232353       |              |
| 352  | BW   | Datei hochladen                                                 | Pavillon (um 1800)                     | G   | Jurastrasse 21c 624897 / 232339      |              |
| 398  | BW   | Datei hochladen                                                 | Brunnen (1830)                         | K   | Jurastrasse N.N.1 625039 / 232188    |              |
| 450  | BW   | Datei hochladen                                                 | Restaurant Brauerei (um 1800)          | G   | Langenthalstrasse 20 625086 / 232048 |              |
| 595  | BW   | Datei hochladen                                                 | Speicher (1727)                        | G   | Meiniswilstrasse 59 622932 / 231196  |              |
| 622  | BW   | Datei hochladen                                                 | Bauernhaus (1753)                      | G   | Mumenthalstrasse 15 625349 / 231847  |              |
| 786  | BW   | Datei hochladen                                                 | Bauernhaus (18. Jh.)                   | G   | Moosbergstrasse 44 624290 / 231561   |              |
| 779  | BW   | Datei hochladen                                                 | Speicher (1. Hälfte 18. Jh.)           | G   | Meiniswilstrasse 51a 623121 / 231264 |              |
| 1019 | BW   | Datei hochladen                                                 | Mühle (1748)                           | G   | Meiniswilstrasse 7 624988 / 232070   |              |
| 1019 | BW   | Datei hochladen                                                 | Mühle-Anbau (1911/12)                  | G   | Meiniswilstrasse 7a 624989 / 232051  |              |
| 1019 | BW   | Datei hochladen                                                 | Alte Mühle (1621)                      | G   | Meiniswilstrasse 7b 624993 / 232030  |              |
| 1021 | BW   | Datei hochladen                                                 | Villa (1866)                           | G   | Jurastrasse 9 624933 / 232212        |              |
| 1126 | BW   | Datei hochladen                                                 | Speicher (16./17. Jh.)                 | G   | Meiniswilstrasse 8b 624993 / 232144  |              |
| 1137 | BW   | Datei hochladen                                                 | Ehemaliges Bauernhaus (1803)           | G   | Bläuenrainstrasse 27 624566 / 231590 |              |
| 1198 | BW   | Datei hochladen                                                 | Ehemaliges Bauernhaus (Ende 18. Jh.)   | G   | Moosbergstrasse 13 624786 / 231940   |              |
| 1225 | BW   | Datei hochladen                                                 | Ehemaliges Bauernhaus (1789)           | G   | Moosbergstrasse 34 624530 / 231707   |              |
| 1230 | BW   | Datei hochladen                                                 | Clubhaus Tennisverein Holzmatte (1978) | G   | Wynaustrasse 103 625930 / 232899     |              |
| 1345 | BW   | Datei hochladen                                                 | Bauernhaus (1792)                      | G   | Lerchenweg 2 625324 / 231780         |              |
| 2037 | ja   | Datei hochladen                                                 | Wohnstock (1766)                       | G   | Jurastrasse 15 624924 / 232302       |              |
| 2420 | BW   | Datei hochladen                                                 | Speicher (2. Hälfte 18. Jh.)           | G   | Mumenthalstrasse 55a 626118 / 231912 |              |
| 2497 | BW   | Datei hochladen                                                 | Wohnstock (1844)                       | G   | Meiniswilstrasse 62 625013 / 232079  |              |
| 2597 | BW   | Datei hochladen                                                 | Wohnhaus (1853)                        | G   | Meiniswilstrasse 3 625013 / 232079   |              |